# Viola de mão (Vihuela)

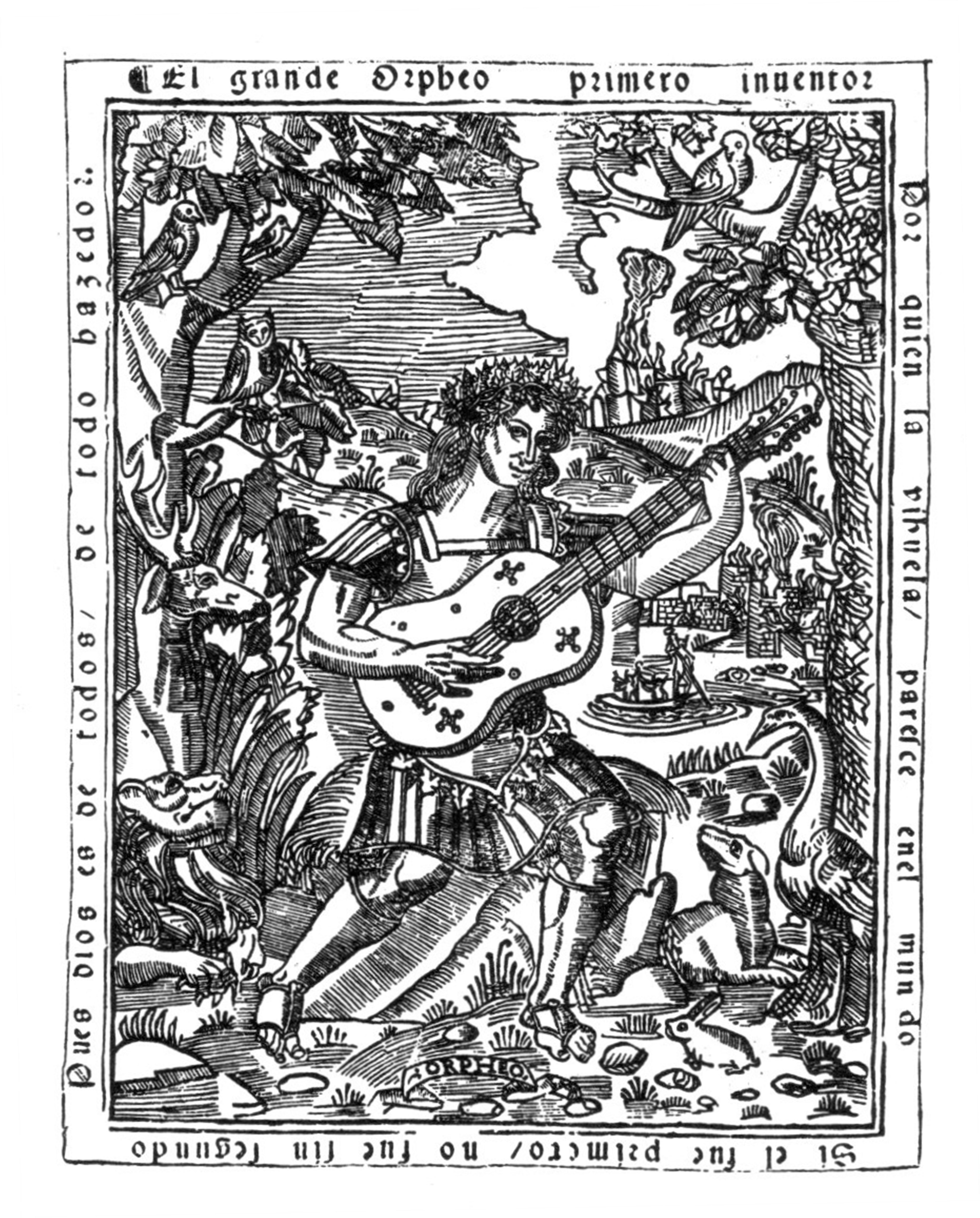
Orfeu tocando viola de mão, em «El Maestro de Luis de Milán». As vihuelas são na verdade mais pequenas.

A viola de mão  ou vihuela (em castelhano)  é um instrumento de cordas ibérico aparentado com o alaúde renascentista, de que retoma o acordo em quarte, e não um antepassado da guitarra, com a qual coexistia, embora partilhem um formato parecido . Sua primeira menção é feita no Reino de Aragão no século XV, tendo sido seu uso a seguir generalizado em Espanha e Portugal. Seu fundo é plano e conta com seis ou sete ordens de cordas que se acredita que afinavam em uníssono. As cordas eram de tripa, sendo as mais graves banhadas entornadas de prata. Seu tamanho era variável, as mais pequenas afinadas em Lá e Sol (em referência a primeira corda) e as maiores em Fá, Mi e Re.
Geralmente é aceito que a primeira corda era simples, se bem que há violistes (vihuelistas) que usam duas primeiras. Alguns contavam com uma só roseta central e outras até cinco, de madeira talhada ou de pergaminho e era frequente a decoração da tampa com incrustações de chapa de madeira formando as características figuras geométricas que conferiam uma estética muito especial ao instrumento. Os trastes eram iguais aos de todos os instrumentos de cordas da época: eram móveis, de tripa enrolada ao redor do braço, no princípio em número de nove ou dez e mais adiante até doze.
A primeira pessoa a publicar uma coleção de música para a viola de mão foi o compositor valenciano Luis de Milán, da Coroa de Aragão. Seu livro El maestro de 1536 é dedicado ao rei João III de Portugal. O português Belchior Dias, violeiro lisboeta do fim do século XVI, fabricou violas de mão de que temos actualmente um ou dois exemplares. Um dos tocadores portugueses actuais de viola de mão é o Tiago da Neta, professor da Academia de música de Alcobaça.

## História
A viola de mão é um instrumento que alcança seu máximo esplendor na Península Ibérica durante o século XVI, em torno de um ambiente cortesão e sobre as capelas musicais de reis e nobres. Foi muito popular em Espanha e Portugal. Tendo em conta as contínuas viagens de Carlos V e Felipe II por toda a Europa, seu âmbito não ficou reduzido à Península. Encontra-se também no sul da Itália, devido ao tráfego comercial no sul do Mar Mediterrâneo, assim como na América latina a seguir à chegada dos Portugueses e dos Espanhóis. Se repassarmos os inventários de instrumentos musicais nas cortes espanholas, observaremos uma evidente presença de alaúdes, que na Espanha era conhecido como vihuela de Flandres, o qual nos faz pensar em uma convivência de ambos os instrumentos.

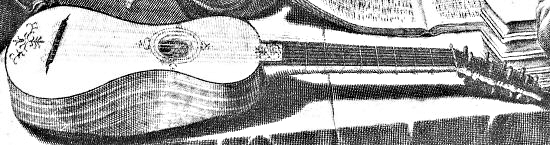
Viola de mão.

Durante os séculos anteriores os instrumentos de cordas adquiriram uma progressiva configuração, já em meados de 1400, o Arcipreste de Hita faz diferença entre a viola de mão (vihuela de peñola) tocada com plectro e a viola de arco (vihuela de arco). Mas as fontes mais valiosas são os próprios tratados dos vihuelista e o tratado de Fray Juan Bermudo. Em comparação com outros instrumentos de corda do Renascimento, o número de vihuelas conservadas é muito reduzido. Estão catalogados somente quatro exemplares. Ao final do século XVI, a viola de mão caiu em desuso e entrou na moda a guitarra barroca de cinco ordens, à qual foram frequentes as modificações para adapta-la às novas exigências. Fato que possivelmente tenha influenciado para que poucas vihuelas originais tenham se conservado.

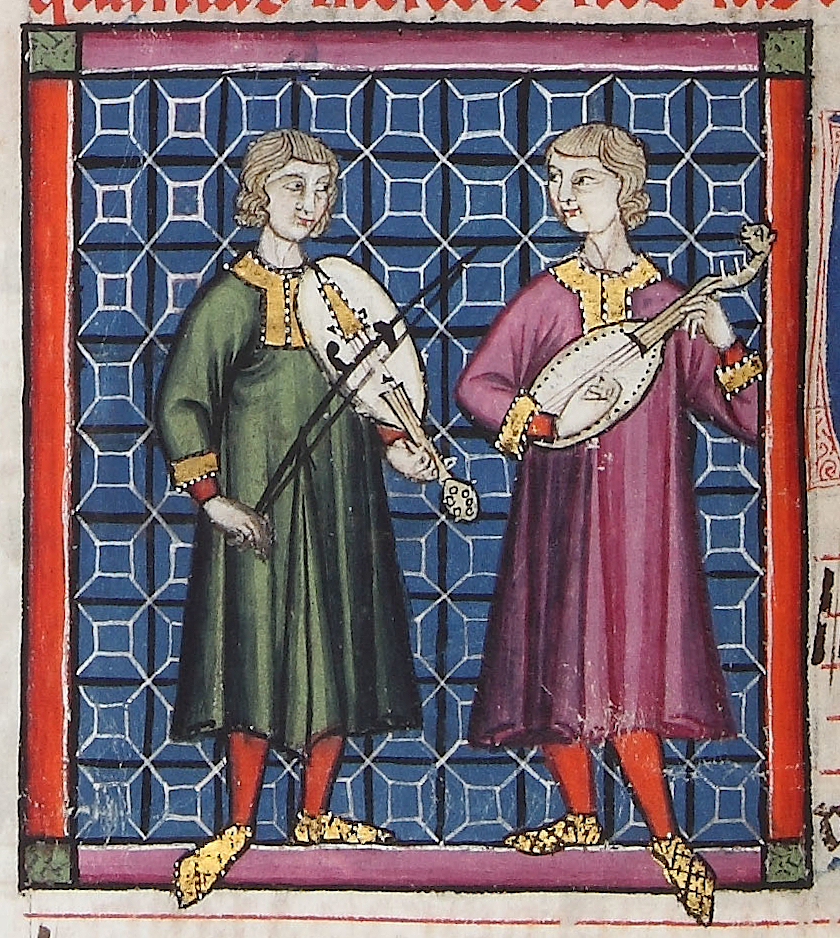
Viola de arco (Vihuela de arco) e viola de mão, ou plectro, (Vihuela de péñola) nas Cantigas de Santa Maria de Afonso X, o Sabio, de Leão e Castela.

Um dos instrumentos conservados se encontra no Museu Jaquemart André de Paris e é conhecido como a Vihuela de Guadalupe, muito provavelmente fabricada em Lisboa no fim do século XVI pelo violeiro português Belchior Dias. Este instrumento é pouco representativo, pois suas dimensões são desproporcionais aos instrumentos da época. Não podemos esquecer, no entanto, que no século XVI não existia uma altura normalizada de diapasão e que a altura da afinação se buscava com base na experiência e as necessidades do intérprete. Outra vihuela se encontra na Igreja da Companhia de Jesus de Quito (Equador). Trata-se de uma relíquia que pertenceu a Santa Mariana de Jesus e se encontra em uma urna junto ao seu corpo. Poucos a viram devido ao seu acesso. Um terceiro instrumento se encontra no Museu dos Instrumentos do Conservatório de Paris. Trata-se de um soberbo exemplar cujas características mais destacadas são o fundo e a roseta (que não é talhada mas colada sobre a tampa com um fundo de pergaminho). Um outro instrumento digno de menção é o conservado no Museu Royal College of Music de Londres. Este instrumento pertenceu ao português Belchior Dias (Lisboa, 1581). Os vihuelistas espanhóis contribuíram para muito para o desenvolvimento da linguagem musical do século XVI.

## Repertório
A primeira pessoa a publicar uma coleção de música para a viola de mão foi o compositor valenciano Luis de Milán, com o volume Libro de música de vihuela de mano intitulado El maestro de 1536, dedicado ao rei João III de Portugal. O sistema de notação utilizado nesse e em outros livros de música para vihuela é a tablatura numérica. A música é facilmente executada um violão moderno usando a afinação padrão (44434) ou a afinação do alaúde clássico e da vihuela (44344).
Os livros de música para vihuela impressos que sobreviveram são, em ordem cronológica:
- 'El Maestro' de Luis de Milán (1536)
- 'Los seys libros del Delphin' de Luis de Narváez (1538)
- 'Tres Libros de Música' de Alonso Mudarra (1546)
- 'Silva de sirenas' de Enríquez de Valderrábano (1547)
- 'Libro de música de Vihuela' de Diego Pisador (1552)
- 'Orphénica Lyra' de Miguel de Fuenllana (1554)
- 'El Pamasso' de Estevan Daça (1576).